# Leon Ross
Leon Ross (* 8. November 1968 in Köln) ist ein deutscher Jurist. Er ist seit 2021 Präsident des Oberlandesgerichtes Dresden.

## Leben
Ross studierte Rechtswissenschaften und wurde 1996 mit einer Arbeit über die „Materielle Kontrolle des Verschmelzungsbeschlusses bei der Verschmelzung von Aktiengesellschaften“ zum Dr. promoviert. Im August 1996 trat er in den Dienst des Sächsischen Staatsministeriums der Justiz. Zwei Jahre später wechselte er zur Dresdner Staatsanwaltschaft und übernahm im Januar 2000 ein Zivildezernat beim Amtsgericht Dresden. Er wurde im März 2001 an das Oberlandesgericht Dresden abgeordnet und war dort in einem Zivilsenat sowie in der Gerichtsverwaltung tätig. Im Juni 2002 kehrte er als Pressesprecher unter Staatsminister Thomas de Maizière (CDU) in das sächsische Justizministerium zurück und übte diese Funktion bis Februar 2005 aus. Seine Ernennung zum Richter am Oberlandesgericht Dresden erfolgte zum 1. April 2003.
Er war ab Februar 2005 als Richter am Oberlandesgericht Dresden tätig und wechselte im September 2007 erneut in das Justizministerium und übernahm als Ministerialrat die Leitung des Personalreferats. Dort stieg er im Januar 2012 als Ministerialdirigent zum Leiter der Abteilung für Personal, Haushalt und Organisation auf.
Ross trat zum 15. März 2021 als Präsident des Oberlandesgerichtes Dresden die Nachfolge von Gilbert Häfner, welcher am 31. Dezember 2020 in den Ruhestand getreten war, an.